# ایان چارلسون
 ایان چارلسون (انگلیسی: Ian Charleson؛ ‏ ۱۱ اوت ۱۹۴۹ – ۶ ژانویهٔ ۱۹۹۰) یک بازیگر اهل اسکاتلند بود. وی بین سال‌های ۱۹۷۲ تا ۱۹۸۹ میلادی فعالیت می‌کرد.
از فیلم‌ها یا برنامه‌های تلویزیونی که وی در آن نقش داشته است، می‌توان به گاندی، ارابه‌های آتش، سرور، آکسبریج بلوز، نام رمز: کیریل و رایلی، تک‌خال جاسوس‌ها اشاره کرد.